# خوان إن. منديز
خوان إن. منديز (بالإسبانية: Juan Nepomuceno Méndez Sánchez )‏ (و. 1820 – 1894 م) هو سياسي مكسيكي، ولد في ولاية بويبلا، ويحمل رتبة عسكرية فريق أول، توفي في مدينة مكسيكو، عن عمر يناهز 74 عاماً.